# Julien Leclercq (Dichter)

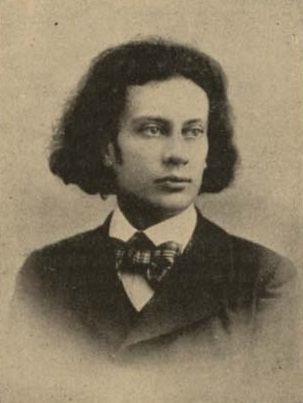
Julien Leclercq

Joseph Louis Julien Leclercq (* 16. Mai 1865 in Armentières, Frankreich; † 31. Oktober 1901 in Paris) war ein französischer Dichter und Kunstkritiker.

## Leben
Julien Leclercq begann Ende der 1880er Jahre als Journalist zu arbeiten. So schrieb er gemeinsam mit seinem Freund Gabriel-Albert Aurier beim Pariser Magazin Mercure de France. Er war auch für den Nachruf Vincent van Goghs zuständig. Er dichtete, veröffentlichte Bücher und begann sich für Kunst zu interessieren. So organisierte er über die Jahre mehrere Ausstellungen.
Am 31. Oktober 1901 starb Leclercq unerwartet in Paris. Er war mit der finnischen Pianistin Fanny Flodin-Gustavson verheiratet.

## Werke (Auswahl)
- Strophes d'amant (1891)
- Dialogue platonicien sur l'antisémitisme Morès et Drumont jugés par Socrate. Morès à l'Hippodrome. (1892)
- Les Sept sages et la jeunesse contemporaine (1892)
- La Physionomie, visages et caractères, quatre-vingt-cinq portraits contemporains d'après les principes d'Eugène Ledos. (1896)